# NGC 1102
NGC 1102 é uma galáxia espiral barrada (SBb) localizada na direcção da constelação de Eridanus. Possui uma declinação de -22° 12' 32" e uma ascensão recta de 2 horas, 47 minutos e 12,8 segundos.
A galáxia NGC 1102 foi descoberta em 1886 por Frank Leavenworth.